# Тургайская область (Казахстан)
Тургайская область (каз. Торғай облысы) — административная единица в составе Казахской ССР и Республики Казахстан в 1970—1988 и 1990—1997 годах. Административный центр — город Аркалык.

## География
Область располагалась в центральной части Казахстана, в бассейне рек Ишим и Тургай. Площадь — 111,9 тыс. км². Граничила с Актюбинской, Кустанайской, Кокчетавской, Целиноградской и Джезказганской областями.

## История
23 ноября 1970 года из восточных и южных районов Кустанайской области и западных районов Целиноградской области была образована Тургайская область с центром в городе Аркалыке в составе Казахской ССР. 2 июня 1988 года область упразднена.
17 августа 1990 года постановлением Президиума Верховного Совета Казахской ССР область была восстановлена в её прежних границах, в её состав были включены: город Аркалык (административный центр), Амангельдинский, Аркалыкский, Джангельдинский, Октябрьский районы Кустанайской области, Державинский, Есильский, Жаксынский, Жанадалинский, Кийминский районы Целиноградской области.
Кроме того, в составе Тургайской области был восстановлен Амантогайский район в его прежних границах с административным центром в селе Жалдама с включением в состав района Амантогайского, Жалдаминского и Шакпакского сельсоветов Амангельдинского района, Горнякского, Мирного, Тастинского сельсоветов Аркалыкского района, Карысалдинского сельсовета Державинского района, а также Буйректалского, Октябрьского, Степнякского сельсоветов Наурзумского района Кустанайской области.
С 16 декабря 1991 года в составе Республики Казахстан. 22 апреля 1997 года указом президента Казахстана Тургайская область была ликвидирована, в состав Акмолинской области были переданы территории Державинского, Жаксынского, Жанадалинского, Есильского и Кийминского районов, а в состав Кустанайской области были переданы территории города Аркалыка, Аркалыкского, Амангельдинского, Амантогайского, Джангельдинского и Октябрьского районов.

## Административное деление
В 1988 году в состав Тургайской области входило: 1 город областного подчинения Аркалык и 9 районов:
| №  | Район           | Центр       | Население (1989), чел. |
| -- | --------------- | ----------- | ---------------------- |
| 1  | Аркалык         | Аркалык     | 62 367                 |
| 2  | Амангельдинский | Амангельды  | 27 998                 |
| 3  | Аркалыкский     | Родина      | 23 216                 |
| 4  | Державинский    | Державинск  | 30 634                 |
| 5  | Джангильдинский | Тургай      | 28 765                 |
| 6  | Есильский       | Есиль       | 44 466                 |
| 7  | Жаксынский      | Жаксы       | 20 542                 |
| 8  | Жанадалинский   | Тасты-Талды | 13 058                 |
| 9  | Кийминский      | Кийма       | 21 110                 |
| 10 | Октябрьский     | Октябрьское | 22 852                 |

## Население

### Национальный состав
По переписи 1970 года в области жили: русские (33,7 %), казахи (32,5 %), украинцы (15 %), а также немцы (5,2 %), белорусы (4,7 %), татары, узбеки, башкиры, марийцы, чуваши, молдаване, удмурты, мордва и др. Средняя плотность населения составляла 2,3 человека на 1 км². Городское население составляло 31 % (80 тыс. чел., 1975).

## Экономика
В экономике преобладали неполивное зерновое земледелие и мясо-шёрстное животноводство, сочетающиеся с базирующейся на них промышленностью по переработке сельскохозяйственного сырья. Добыча полезных ископаемых.

### Энергетика
Энергетика базировалась на привозном топливе. Небольшие ТЭЦ использовали карагандинский и экибастузский уголь, а также бурый уголь (южная часть Кушмурунского бассейна). Главные отрасли промышленности: горнорудная (добыча и первичная обработка бокситов и огнеупорных глин в Аркалыке), производство строительных материалов, пищевая (мукомольная, маслодельная, мясная) и лёгкая (первичная обработка шерсти). Большая часть промышленных предприятий располагалась в Аркалыке и отчасти в Есиле и Державинске (пищевая промышленность, производство строительных материалов).

### Сельское хозяйство
Среди сельскохозяйственных угодий (10,3 млн га в 1974) преобладали пастбища (6,7 млн га, или свыше 65 %); сенокосы составляли 263 тыс. га, пашня — 2,9 млн га (28 % сельскохозяйственных угодий), в том числе 2,0 тыс. га орошаемой. В сельском хозяйстве на продукцию земледелия в 1974 приходилось 64 % (43 % в 1965), а на продукцию животноводства — 36 % (57 % в 1965).
На северо-востоке Тургайской области (главным образом в бассейне реки Ишим) было развито неполивное зерновое земледелие, сочетающееся с полустойловым мясо-молочным скотоводством, свиноводством, птицеводством и тонкорунным овцеводством. На юго-западе (бассейн реки Тургай) — более засушливой территории — отгонно-пастбищное животноводство (мясо-сальное и мясо-шёрстное овцеводство, коневодство и верблюдоводство; имелся крупный рогатый скот). В Тургайской области в 1975 было 112 совхозов, 2 колхоза и сельскохозяйственная опытная станция (в Есильском районе). Посевная площадь в 1975 составила 2879 тыс. га, в том числе под зерновыми культурами 2503 тыс. га (87 % площади посевов), главным образом под яровой пшеницей (2211 тыс. га). Возделывались также просо (64 тыс. га — на юго-востоке), ячмень и кормовые культуры (369 тыс. га), в том числе многолетние травы и кукуруза на зелёный корм. Под картофелем и овощами было занято 6,1 тыс. га (в том числе на орошаемых землях 1,6 тыс. га). Основную массу поголовья скота составляли овцы и козы (1033,8 тыс. голов на 1 января 1975); разводили также крупный рогатый скот (247,1 тыс., в том числе 78,0 тыс. коров), свиней (232,1 тыс. голов), домашнюю птицу (крупная птицефабрика в Аркалыке), лошадей (39,5 тыс. голов). В полупустынных районах и по берегам озёр была развита охота.

## Транспорт
Протяжённость железных дорог — 475 км (1974); территорию Тургайской области с северо-запада на восток пересекали участок Южно-Сибирской магистрали (Магнитогорск — Целиноград), железнодорожная ветка Есиль — Аркалык. Длина автомобильных дорог — 4,4 тыс. км (1974), в том числе 1902 км с твёрдым покрытием; важнейшие из них: Кустанай — Аркалык, Атбасар — Кийма — Державинск — Амангельды — Тургай, Есиль — Державинск. Тургайская область была связана воздушным сообщением с Москвой, Алма-Атой, Кустанаем, Целиноградом и другими районами.

## Культура и здравоохранение
До 1917 года имелось 40 общеобразовательных школ (около 1,3 тыс. учащихся), средне специальных и высших учебных заведений не было. В 1975/1976 учебном году в 276 общеобразовательных школах всех видов обучалось 70,2 тыс. учащихся, в 8 профессионально-технических учебных заведениях системы Госпрофобра СССР 3 тыс. учащихся, в 3 средних специальных учебных заведениях 2,6 тыс. учащихся, в педагогическом институте в Аркалыке 1,3 тыс. студентов. В 1975 в 170 дошкольных учреждениях воспитывалось 12,6 тыс. детей.
На 1 января 1975 работали 257 массовых библиотек (1727 тыс. экземпляров книг и журналов), областной историко-краеведческий музей в Аркалыке и Мемориальный музей Амангельды Иманова в селе Амангельды, областной музыкально-драматический театр в Аркалыке, 228 клубных учреждений, 312 киноустановок. Выходили областные газеты «Торгай таны» («Тургайская заря»; на казахском языке, с 1971), «Тургайская новь» (с 1971). Область принимала программы Всесоюзного (8 часов в сутки) и Республиканского (10,5 часов в сутки) радио; местные радиопередачи велись на казахском и русском языках 1,5 часа в сутки.
В Тургайской области на 1 января 1976 было 47 больничных учреждений на 3,1 тыс. коек (11,3 койки на 1 тыс. жителей); работали 418 врачей (1 врач на 622 жителей).

## Акимы
Тургайский областной комитет КП Казахстана
1. Кулагин, Сергей Витальевич (февраль 1992 — июнь 1993)
2. Косабаев, Жакан (июнь 1993 — октябрь 1995)
3. Брынкин, Виталий Алексеевич (октябрь 1995 — апрель 1997)